# Omega2 Scorpii
Pour les articles homonymes, voir Omega Scorpii.
Désignations
Omega2 Scorpii est une étoile variable suspectée de la constellation zodiacale du Scorpion. Comme composante de l'étoile double visuelle Omega Scorpii, elle est assez brillante pour être visible à l'œil nu avec une magnitude apparente de +4,320. Sa distance, déterminée à partir de mesures de parallaxe, est d'environ 291 années-lumière. La magnitude visuelle de cette étoile est réduite de 0,38 à cause de l'extinction due à la poussière interstellaire.
C'est une étoile géante orange de type spectral G6/8III. Avec un âge estimé à 282 millions d'années, c'est une étoile évoluée du disque mince qui est actuellement sur la branche horizontale rouge. Son diamètre angulaire mesuré par interférométrie est de 1,63 ± 0,10 mas, ce qui, avec sa distance estimée, donne un rayon physique égal à environ 16 fois celui du Soleil. Elle possède 3,27 fois la masse du Soleil, et rayonne 141 fois plus que le Soleil. La température effective de son atmosphère externe est de 5 363 K.